# Ganej Tal (Guš Katif)
Ganej Tal (hebrejsky גַּנֵּי טַל, doslova "Zahrady rosy", anglicky Ganei Tal, přepisováno též Ganne Tal) byl mošav a izraelská osada v pásu osad Guš Katif, v jižním cípu Pásma Gazy.

## Dějiny
Vesnice Ganej Tal vznikla v roce 1979 a jejími zakladateli byli absolventi škol provozovaných hnutím Bnej Akiva. Ekonomika obce byla založena na zemědělství, zejména na rozsáhlém skleníkovém hospodaření, včetně pěstování organické zeleniny, květin a koření. Do Evropy exportovala pelargónie a rajčata. Obyvatele Ganej Tal byli ze svých domovů nuceně vystěhováni 17. srpna 2005 v rámci plánu jednostranného stažení, který schválila izraelská vláda v roce 2004. Jejich domy byly zničeny a okolní půda předána palestinským Arabům.
Osadníci z Ganej Tal pak po několik let žili v provizorních podmínkách. V roce 2010 pak došlo k založení nové vesnice Ganej Tal v centrálním Izraeli, kde se velká část z nich usídlila.

## Demografie
Obyvatelstvo obce Ganej Tal bylo v databázi rady Ješa popisováno jako nábožensky založené. Šlo o menší sídlo vesnického typu. K 31. prosinci 2004 zde žilo 300 lidí. Během roku 2004 populace obce vzrostla o 9,1 %.
| Rok            | 1999 | 2000 | 2001 | 2002 | 2003 | 2004 |
| -------------- | ---- | ---- | ---- | ---- | ---- | ---- |
| Počet obyvatel | 277  | 287  | 279  | 273  | 275  | 300  |